# Jacques La Ramee

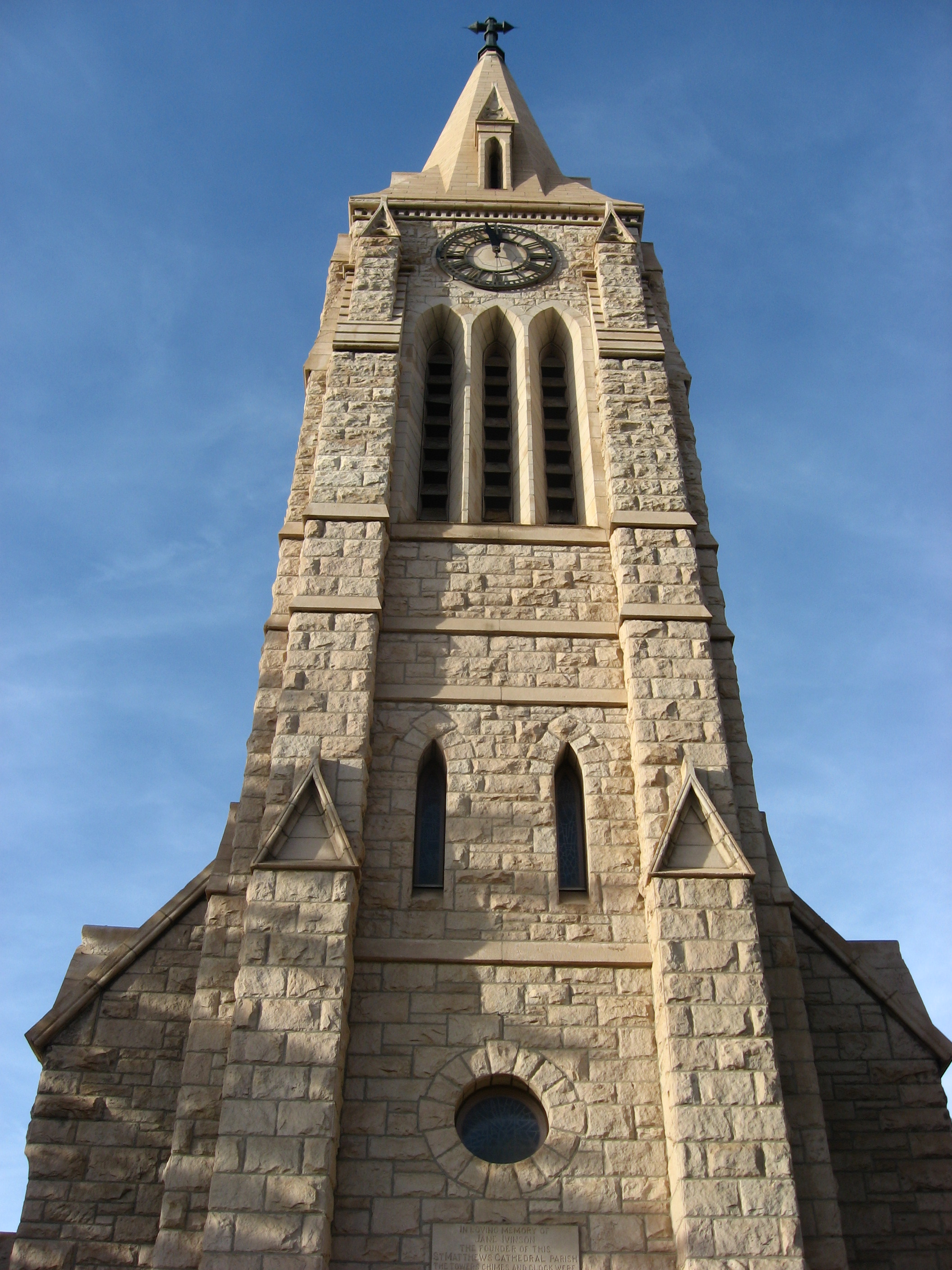
Catedrala Sfântului Matei, Laramie, Wyoming.

Jacques La Ramée(8 iunie 1784 – 1821),, uneori ortografiat Jacques La Remy sau Jacques La Ramie, a fost un canadian de origine franceză, întreprinzător, om de afaceri în domeniul blănurilor și explorator al Vestului american, care s-a stabilit la începutul secolului al 19-lea, circa 1815, de-a lungul drumului pe care s-a construit ulterior linia ferată Union Pacific Railroad. În sezonul de vânătoare 1820 - 1821, a plecat de-a lungul râului care este cunoscut ca Râul Laramie, după care nu a mai fost  văzut niciodată. O expediție de cercetare trimisă în sezonul următor nu a dat nici de el, nici de urmele corpului său. Explicația cea mai plauzibilă, bazată pe anumite dovezi, era uciderea sa de către membri ai tribului Arapaho. Aceștia au negat vehement această concluzie.
Întrucât a locuit și și-a desfășurat activitatea în locurile din apropierea intersecției râului Laramie cu locul unde s-a construit orașul Laramie, din statul Wyoming al Statelor Unite ale Americii, ambele au devenit ulterior eponime ale numelui său de familie. Alături de cele menționate anterior, alte eponime includ Fort Laramie, Laramie Peak și Comitatul Laramie, toate aflate în statul Wyoming.